# ヴァルトブルク (小惑星)
ヴァルトブルク (5478 Wartburg) は小惑星帯に位置する小惑星。ドイツの天文学者フライムート・ベルンゲンがタウテンブルクのカール・シュヴァルツシルト天文台で発見した。
ドイツのテューリンゲン州にある、1999年に世界遺産（文化遺産）登録されたヴァルトブルク城から命名された。